# 11484 Доде
11484 Доде (11484 Daudet) — астероїд головного поясу, відкритий 17 лютого 1988 року.
Тіссеранів параметр щодо Юпітера — 3,373.